# 카자르 카놈 타지 에스-살타네

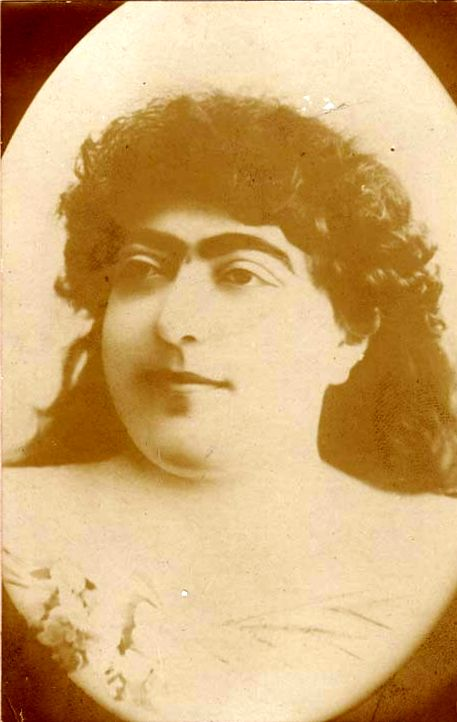
타지에스 살타네의 사진

카자르 카놈 타지 에스-살타네(1883년 - 1936년 1월 25일; 페르시아어: تاج‌السلطنه)는 여성 인권 운동가 및 작가로 활동한 카자르 왕조의 공주다. 페르시아의 시인 아리프 카즈빈의 뮤즈이기도 했다.

## 생애
회고록 작가로 왕성하게 활동하였기 때문에 자신에 대한 기록을 많이 남겼다. 어릴때부터 왕실 하렘에서 자란 자신의 삶을 바탕으로 페르시아 여성이 직면한 현실을 비판하기도 했다.
13살에 국방부 장관의 아들과 결혼해 네명의 자녀를 낳았다. 그러나 이후 남편과 이혼, 금기를 깨고 왕실에서 이혼을 한 최초의 여성 중 한명이 되었다.
죽을 때까지 자신의 딸 투란 둘레와 함께 살았으며, 말년에는 손녀를 교육시키며 보냈다.

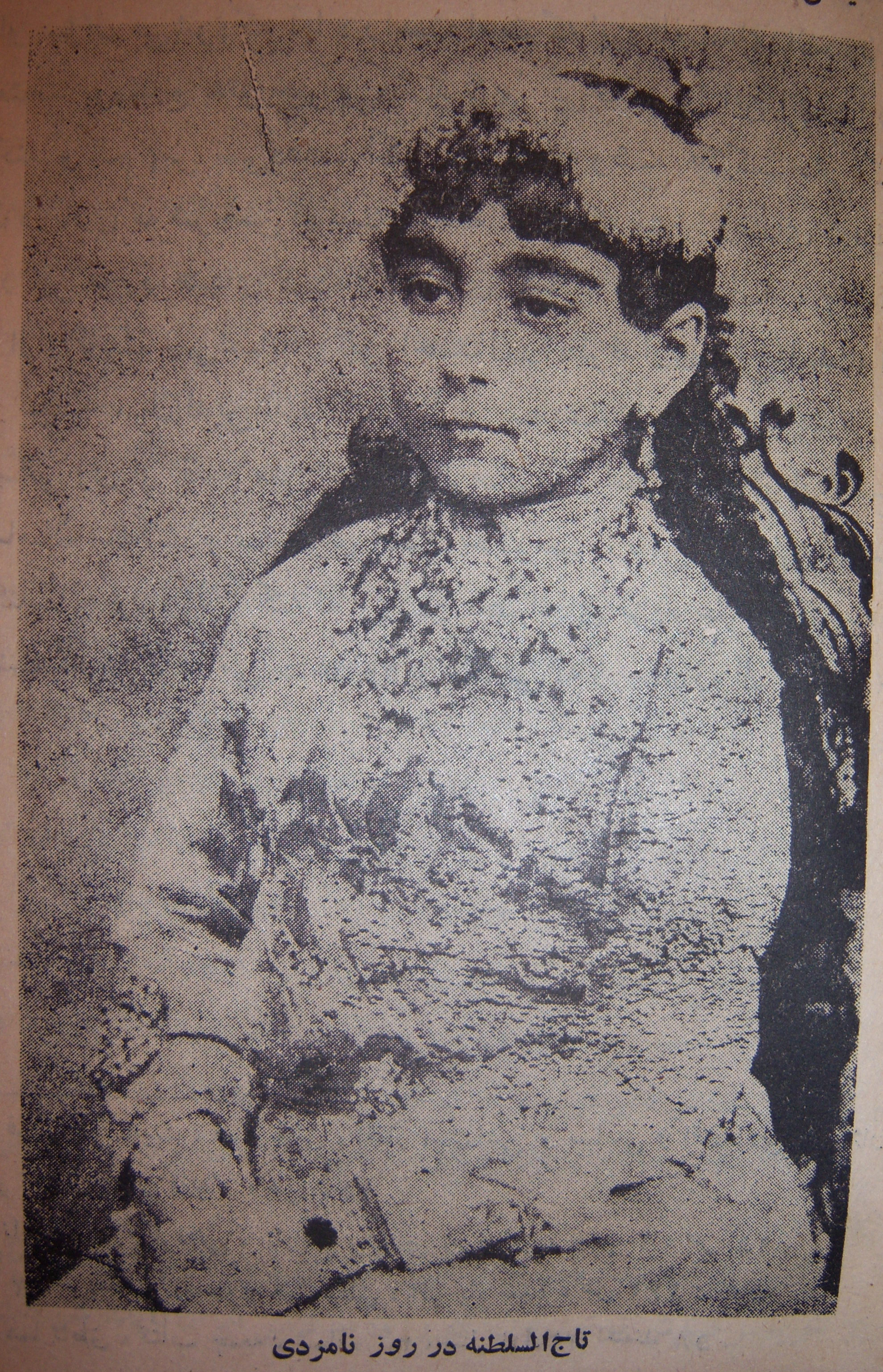
어린 시절의 타지 에스 공주

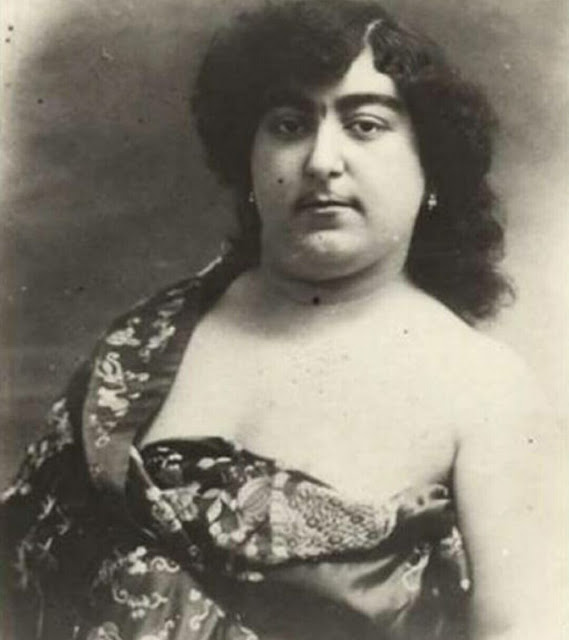
젊은 시절 타지에스 공주의 사진

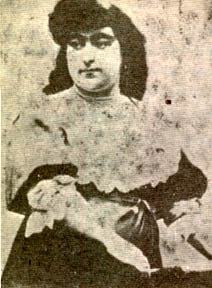
젊은 타지 에스 공주

타지 에스는 작가, 화가, 지식인, 사회운동가 등 폭넓은 분야에서 활동했으며 일주일에 한번씩 자신의 집에서 문학 살롱도 주최했다. 아랍어와 프랑스어에 능통했고 바이올린도 연주할 줄 알았다. 궁정에서 히잡을 벗고 서양식 의복을 입은 최초의 페르시아 여성이기도 하였다. 또한 빈곤, 대중 교육 부족, 여성의 권리 등 페르시아의 많은 문제에 무능한 모습을 보인 군주들을 비판했다. 그녀의 삶은 변화와 민주주의를 위해 싸운 고독한 여성의 삶 이었다.
중동 지역에서 여성의 권리를 위해 활동한 선구적인 페미니스트였다. 그녀는 이란의 지하 여성 인권 단체인 여성 자유 협회의 유명한 창립 회원이다. 1910년 경 비밀리에 지하 여성 인권 회의를 조직하고 활동했으며 자녀와 손자에게는 종교 모임에 참석하고 있다고 말했다. 이후 여성 인권에 대한 문제를 의회로까지 가져갔으며 헌법 개정을 열렬히 지지했다.
스스로 쓴 타지 에스의 회고록은 그녀가 사망 한 지 60년이 될 때까지 출판되지 않았으나 현재는 이란 국립 도서관의 기록 보관소에 있다.

## 참고 문헌
- Etehadieh, Mansureh (1992). 《Tadj es-Saltaneh》. Tehran: Nashr-e Tarikh-e Iran.